# 애니 오클리
애니 오클리(영어: Annie Oakley, 1860년 8월 13일 - 1926년 11월 3일)은 《버펄로 빌의 와일드 웨스트》 쇼를 통해 널리 알려진 명사수이다. 어려서부터 가족의 생계를 위해 사냥을 하여 총솜씨를 길렀고 15세가 되던 해에 프랭크 E. 버틀러와 벌인 사격 경쟁에서 이긴 뒤 묘기 사격을 직업으로 삼게 되었다. 이후 버틀러와 결혼하였다. 1895년 《버펄로 빌의 와일드 웨스트》의 유럽 순회 공연에 출연하여 명성을 얻었다. 오클리는 남편인 버틀러가 입에 문 시가를 맞히는 가 하면 플레잉 카드의 날을 맞히는 등의 묘기로 관중에게 놀라움을 선사하였다. 쇼를 진행하는 동안 오클리의 출연료는 버펄로 빌 자신을 빼면 가장 많았다.
1894년 토머스 에디슨은 오클리의 사격 장면을 담은 영상을 제작하였다. 1901년 철도 사고로 장애가 생겨 공연을 그만두게 되었다. 오클리는 집에 머무르면서 자신의 이야기와 명사수로 살아가던 일에 대한 책을 발표하였다. 오클리의 사망 이후 《애니, 총을 들어라》(Annie Get Your Gun)와 같은 뮤지컬이 제작되었고, 오클리의 삶을 다룬 영화도 제작되었다.

## 출생과 성장
애니 버클리는 1860년 8월 13일 오하이오주 다크 카운티의 오늘날 윌로우델에서 북서쪽으로 2 마일 정도 떨어진 통나무 오두막에서 태어났다. 태어날 당시 이름은 페브 앤 모지(Phoebe Ann Mosey)이었다. 1981년 출생 121주년을 맞아 기념비가 세워졌다.
애니의 부모는 영국 이주민의 후손은 펜실배니아주 블레어 카운티의 홀리데이스버그에서 오하이오로 이주한 퀘이커였다. 1848년 18세이던 어머니 수잔 와이즈는 49세의 제이콥 모지와 결혼하였다. 부부는 1855년 무렵 오하이오주 다크 카운티의 농장을 임대하여 정착하였다. 애니는 부부의 아홉 자녀중 여섯째였다. 자녀 둘이 어려서 죽었기 때문에 살아있는 일곱 자녀 가운데 다섯째 아이였다. 애니의 남매는 매리 제인(1851년 – 1867년), 리디아(1852년 – 1882년), 엘리자베스(1855년 – 1881년), 새러 엘런(1857년 – 1939년), 캐서린(1859년 – 1859년), 존(1861년 – 1949), 헐다(1864년 – 1934년)가 있었고 1865년에도 동생이 태어났다. 1812년 전쟁에 참전하였던 애니의 아버지는 1865년 혹독한 겨울에 저체온증과 폐렴에 걸렸고 1866년 66세의 나이로 사망하였다. 어머니는 데니얼 브럼버흐와 재혼하여 에밀리(1868년 – 1937년)을 낳았지만 브럼버흐가 죽은 뒤 홀로 살았다.
그렇지 않아도 가난했던 집은 아버지의 죽음으로 형편이 매우 어려웠다. 애니는 어린 시절은 물론이고 나이가 들어서도 정규 학교 교육을 받지 못했다. 1870년 1870년 3월 15일 9세의 애니는 언니 새러 앨런과 함께 카운티 보건소의 관리자였던 새뮤얼 크로우포드 에딩턴과 그의 아내 낸시의 감독을 받았다. 낸시는 애니에게 바느질과 수놓기를 가르쳤다. 애니는 1870년 봄 지역 가정의 아들을 돌보는 보모로 보내졌다. 그들은 주급 15 센트(2019년 기준 가치로 10 달러)와 교육을 약속했지만, 실제로는 노예처럼 부렸다. 애니는 물을 길고 요리를 하고 집안일을 하면서 정신적으로 또한 물리적으로도 학대를 받았다. 하루는 애니가 바느질을 하다 졸았다는 이유로 추운 겨울 밤 신발도 신지 못하게 하고 밖으로 쫓아 내 서있도록 하기도 하였다. 애니는 자서전에서 그들을 "늑대 가족"이라고 표현했지만 그들이 실제 누구였는 지는 평생 밝히지 않았다.
전기 작가 글랜더 라일리는 "늑대 가족"이 아마도 스튜다베이커 가족일 수 있다고 여기지만 1870년 미국 인구 통계 조사를 참고하면 인근 프레블 카운티의 에이브럼 부스 가족일 수도 있다. 1872년 봄 무렵 애니는 "늑대 가족"에서 도망쳐 나왔다. 전기 작가 시를 캐스퍼는 애니가 에딩턴 부부를 만나 잠시 함께 살다가 15세가 되던 해에 어머니의 집으로 돌아갔다고 썼다.
애니는 집의 생계를 위해 7살 때부터 덫을 놓았고 8살 때부터 총으로 사냥하였다. 애니는 잡아들인 동물을 그린 힐로 가져가 찰스와 앤서니 카츠베르거 같은 상점 주인에게 팔았다. 그들은 인근 사냥꾼들이 잡아들인 동물을 모아다 신시네티나 다른 도시의 호텔에 납품하고 있었다. 애니도 사냥감을 오하이오 북부의 식당과 호텔에 팔았다. 15세 무렵 어머니의 농장과 인근 주민들에게 애니는 총솜씨가 좋기로 소문이 자자했다.

## 대결과 결혼
1875년 추수감사절을 맞이한 지역 축제에서 순회 공연을 다니며 묘기 사격을 선보이던 버프먼 앤 버틀러 팀이 쇼를 선보였다. 아일랜드 이민자의 후손이었던 프랭크 E. 버틀러는 묘기 사격을 직업으로 삼고 이곳 저곳을 떠돌아 다니며 공연을 벌이고 있었다. 신시네티 호텔의 주인이었던 잭 프로스트는 누구든 버틀러와 대결에서 이기면 100 달러를 주겠다고 내기를 걸었고 지역이 내노라 하는 사냥꾼들은 이 도발을 받아들였다. 도전한 사냥꾼들이 모두 버틀러에게 지고 체면을 구긴 사이 호텔리어는 "자 그럼 마지막으로 5 피트 단신 15세 소녀 애니에게 기회를 주도록 하겠습니다"하고 외쳤다. 버틀러와 애니는 팽팽한 접전을 보였지만 버틀러의 25번째 총알이 빗나가면서 애니가 승리하였다. 이 일에 대해서는 애니의 총솜씨에 감탄한 버틀러가 일부러 빗맞히었다는 이야기도 있고, 하필 지나가던 새가 총탄에 맞는 바람에 애니가 이기게 되었다는 소문도 있지만, 애니의 총솜씨는 정말 놀라운 것이었다. 버틀러는 애니에게 반해서 청혼하였고 둘은 결혼하였다. 둘 사이에 자녀는 없다.
《신시내티 인콰이어러》는 둘의 대결이 있었던 시점이 1875년이 아니라 1881년일 수 있다고 보도한 적이 있다. 당시 이런 행사는 기록을 남기는 경우가 없지만 전기 작가 시를 캐스퍼는 1903년과 1924년 버틀리가 언론과 한 인터뷰를 근거로 둘의 대결은 1881년 봄 그린빌에서 있었다고 본다. 대결이 일어난 때와 장소가 1881년 봄 신시네티의 노스페어마운트라고 밝히는 자료도 있다. 애니 오클리 센터 재단은 애니가 1875년 신시네티 근처에 살던 결혼한 언니 리디아를 만나러 갔다고 소개하고 있다. 하지만 실제로는 리디아가 1877년 3월 19일 조셉 C.C. 스테인과 혼인신고를 하였기 때문에 이 정보는 부정확한 것일 수 있다. 한편 리디아는 1881년 결핵으로 심하게 앓았고 어머니와 오클리가 병문안을 하였기 때문에 버틀리와의 대결은 1881년에 있었을 수 있다. 《신시내티 인콰이어러》에 실린 묘기 사격 쇼를 선보이던 버프먼 앤 버틀러 쇼에 대한 광고는 1880년에 처음 보인다는 점도 둘의 대결 시점을 1881년으로 보는 근거가 된다.
둘의 대결이 언제 있었든 간에 애니 오클리와 프랭크 E. 버틀러가 혼인 신고를 한 것은 1882년 6월 20일로 온타리오주 윈저에서 등재번호 49594로 이를 인정하였다. 다른 여러 자료들은 둘이 1876년 8월 23일 신시네티에서 결혼하였지만 혼인 신고가 늦어진 것이라고 설명하고 있다. 중혼을 금지하는 미국 연방법 때문에 당시 아직 정식으로 이혼을 하지 않은 버틀리가 법률 절차를 마무리 지을 때까지 결혼 신고를 늦추었을 수 있다. 1880년 미국 인구 조사 기록에는 버틀리의 아내로 헨리에타 손더스를 기록하고 있다. 하지만, 1881년 대결이 이루어진 것이 맞고 둘이 이 때 처음 만났다면, 쇼의 흥행을 위해 애니 오클리를 보다 어린 소녀로 묘사하였을 수 있다. 그렇지 않아도 작은 키의 오클리를 15세 소녀로 소개하는 것이 보다 사람들의 관심을 끄는데 유리하였을 것이기 때문이다.

## 순회 공연
"높이 올라가 있는 표적을 겨눠 맞히는 일은 한두 번에 해 낼 수 없을 지 모른다. 세 번째에도 맞히지 못할 수 있다. 하지만 계속 연습하고 쏘다 보면 완벽해 질 수 있다. 결국엔 과녁에 적중할 것이다"

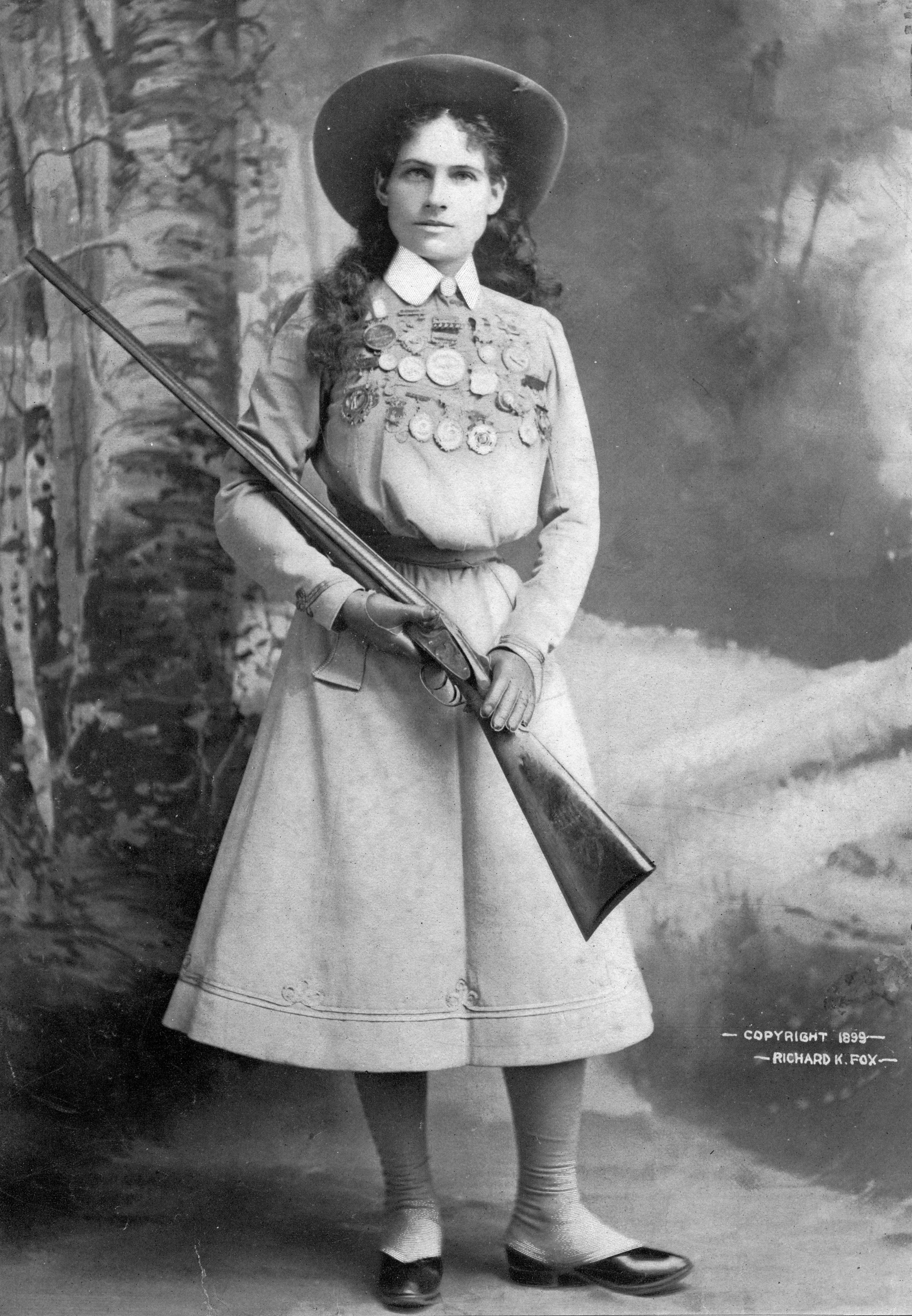
1899년 무렵의 애니 오클리
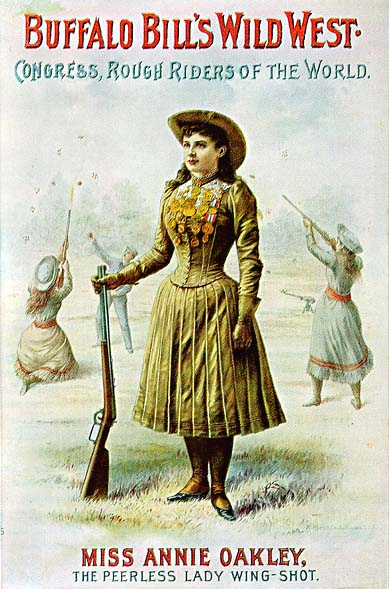
《버펄로 빌의 와일드 웨스트》를 알리는 포스터에 등장한 애니 오클리
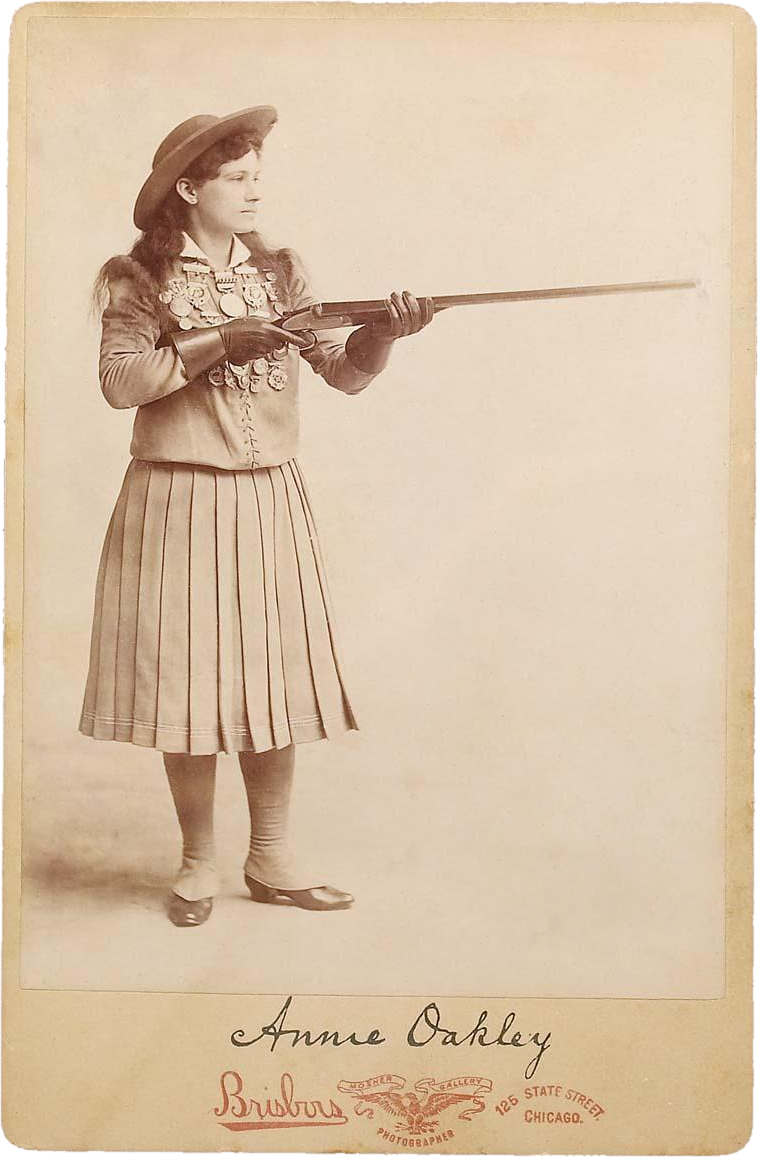
사격자세를 취한 애니 오클리

애니와 프랭크 버틀리는 한 동안 신시네티에 살았면서 함께 순회 공연을 하였다. 애니가 오클리라는 예명을 선택한 것은 둘이 산 곳이 신시내티의 오클리구였기 때문이라고 생각된다. 애니가 어린 시절 기차 여행을 시켜준 남성의 성이 오클리였기 때문이라는 이야기도 있다.
부부는 1885년 《버펄로 빌의 와일드 웨스트》 쇼에 출연하였다. 당시 쇼에 출연하고 있던 "앉은 소" 타탕카 이오타케는 애니 오클리의 사격 솜씨에 크게 감탄하고 자신의 수양 딸로 삼은 뒤 와타냐 시실라(라코타어: Watanya Cicilla, 귀여운 백발백중)라는 라코타 이름을 지어 주었다. 애니 오클리는 이 이름을 매우 좋아하였고 영어로 번역한 "리틀 슈어 샷"(Little Sure Shot)을 자신의 공연 타이틀로 삼았다.
1886년 버펄로 빌의 쇼에는 애니 오클리의 라이벌 격으로 라일리언 스미스가 출연하였다. 스미스는 오클리보다 열한 살 어렸고 출연 당시 15세였다. 둘은 모두 버펄로 빌의 첫 유럽 순회 공연에 참여하였다. 점차 스미스가 오클리보다 더 인기를 얻게 되자 오클리는 잠시 버펄로 빌의 쇼를 떠났다. 그러나 1889년 스미스가 쇼를 그만두게 되었기 때문에 오클리는 파리의 1889년 만국 박람회에서 열린 쇼에 출연하게 된 후 계속하여 순회 공연을 동행하게 되었다. 3년 간의 공연을 통해 오클리는 유명인이 되었다. 그녀는 버펄로 빌의 쇼에서 버펄로 빌 본인을 빼고는 가장 많은 출연료를 받았다.
유럽 순회 공연에서 오클리는 영국의 빅토리아 여왕, 이탈리아의 움베르토 1세, 프랑스의 마리 프랑수아 사디 카르노 대통령을 비롯한 수 많은 국가 수반 앞에서 공연을 선보였다. 독일의 빌헬름 2세는 자기 옆 사람이 든 담배를 맞히어 보라고 요구하였고 오클리는 타고 있는 담배의 끝을 정확히 맞히었다.
1892년 오클리와 버틀러는 뉴저지주의 뉴틀리로 이사하였다. 둘은 이곳에서 1904년까지 살았다.
1898년 미국-스페인 전쟁이 일어나자 오클리는 윌리엄 맥킨리 대통령에게 편지를 써서 입대 의사를 밝혔다. 오클리는 "50명의 여성 명사수와 함께 참전하겠다"고 제안하였지만 미국 육군은 이를 거절하였다. 후임 대통령이었던 시어도어 루즈벨트는 오클리가 유명세를 타고 있던 버펄로 빌의 쇼에서 착안하여 제1 미국 의용기병대에게 러프 라이더스(Rough Riders)라는 이름을 붙였다.
맥킨리가 암살 당한 1901년 버펄로 빌의 순회 공연을 위해 이동하던 기차가 충돌 사고를 일으켰고 오클리는 중상을 입었다. 오클리는 다섯 번의 수술 끝에 회복되었지만 다시 공연을 할 수는 없었다. 1902년 오클리는 《더 웨스턴 걸》에 출연하여 권총과 소총으로 무장한 무법자 집단에 속한 낸시 베리를 연기하였다.
공연을 그만 둔 오클리는 여성들에게 총쏘는 법을 가르쳤다. 1만5천 명 이상의 여성이 오클리에게서 사격을 배웠다. 오클리는 사격술이 여성들에게 육체적인 것 뿐만 아니라 정신적인 자신감을 준다고 믿었다. 오클리는 "나는 모든 여성이 아이를 돌보는 것처럼 자연스럽게 총을 다루는 것을 보고 싶다."고 말한 바 있다.

## 영상
버펄로 빌이 토머스 에디슨과 친구가 된 뒤 에디슨은 버펄로 빌의 쇼를 영상으로 제작하였다. 1894년 9월 24일 제작된 이 영화에는 버펄로 빌과 15 명의 쇼 인디언이 출연한다. 그해 11월 1일 애니 오클리는 따로 《와일드 웨스트의 리틀 슈어 샷》을 촬영하였는데 소총으로 유리 공을 맞히는 것과 같은 사격 시범을 보였다. 시범은 에디슨의 블랙 마리아 스튜디오에서 진행되었고 윌리엄 헤이즈가 촬영하였다. 이것은 당시 스튜디어에서 상업용으로 제작한 열한 번째 영화였다.

## 사격 솜씨

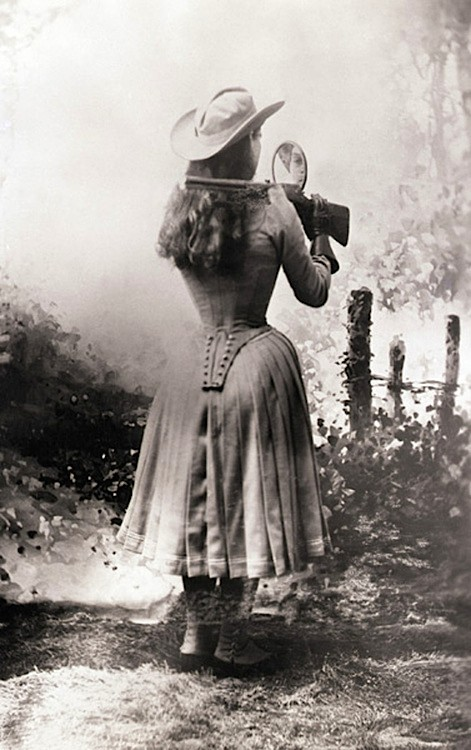
거울을 보며 뒤쪽의 목표를 겨누는 오클리.

시를 캐스퍼와 같은 전기 작나는 오클리의 첫 사격 경험이 8살 때였다고 기록하고 있다. 전기는 "나는 도토리를 문 채 집 앞 잔디를 지나 울타리에 오르는 다람쥐를 보았고 총을 들어 쏘았다. 총알은 다람쥐의 머리를 정확히 명중하였다"고 쓰고 있다. 브리태니커 백과사전의 애니 오클리 항목은 다음과 같이 기술되어 있다.
 오클리는 관중을 실망시킨 적이 없다. 그의 사격 솜씨는 그야말로 놀라운 것이었다. 30보 밖에 플래잉 카드를 날이 보이도록 걸어두고 정확히 맞히었고 공중으로 던진 10센트 동전이나 남편이 입에 문 담배도 표적이 되었다. 공중에 던져진 카드가 땅에 떨어지기 전에 정확히 맞히었다.

라코타족의 지도자 "앉은 소" 타탕카 이오타케의 전기를 쓴 R. A. 쾨스틀러 그랙은 1884년 3월 19일 타탕카 이오타케가 본 오클리의 묘기 사격 공연을 다음과 같이 묘사하고 있다.
오클리는 무대에 올라 자신의 총구를 타고 있는 촛불에 겨누었다. 단 한 발로 오클리는 초를 맞히는 것이 아니라 날아가는 총알이 일으키는 바람으로 촛불을 껐다. 앉은 소가 본 그 다음 공연은 총알로 병 뚜껑을 여는 것이었고, 남편인 버틀리가 입으로 물고 있는 담배의 끝을 정확히 맞히는 것이었다.

## 무고
1904년 윌리엄 랜돌프 허스트가 운영하던 신문이 오클리가 코카인에 손대었다는 오보를 내보냈다. 시카고 경찰에 붙잡힌 코카인 판매자가 부른 손님 이름 가운데 오클리가 있었다는 것이었다. 이 보도가 나간 뒤 대부분의 신문이 이를 받아썼다. 오클리는 지역 사회의 가십 거리가 되자 이들 신문의 정정보도를 요청하였다. 검사가 오클리에게 아무런 혐의가 없다고 결론짓자 법원은 신문사에 대해 2만 달러(2019년 가치로 57만 달러)의 예비 배상금을 책정하자 허스트는 이를 회피하기 위해 정정보도를 하고 사과하였다. 그 뒤 6년 동안 오클리는 여러 신문사를 상대로 코카인과 관련한 55건의 무고에 대해 법적 대응을 하였다.

## 만년

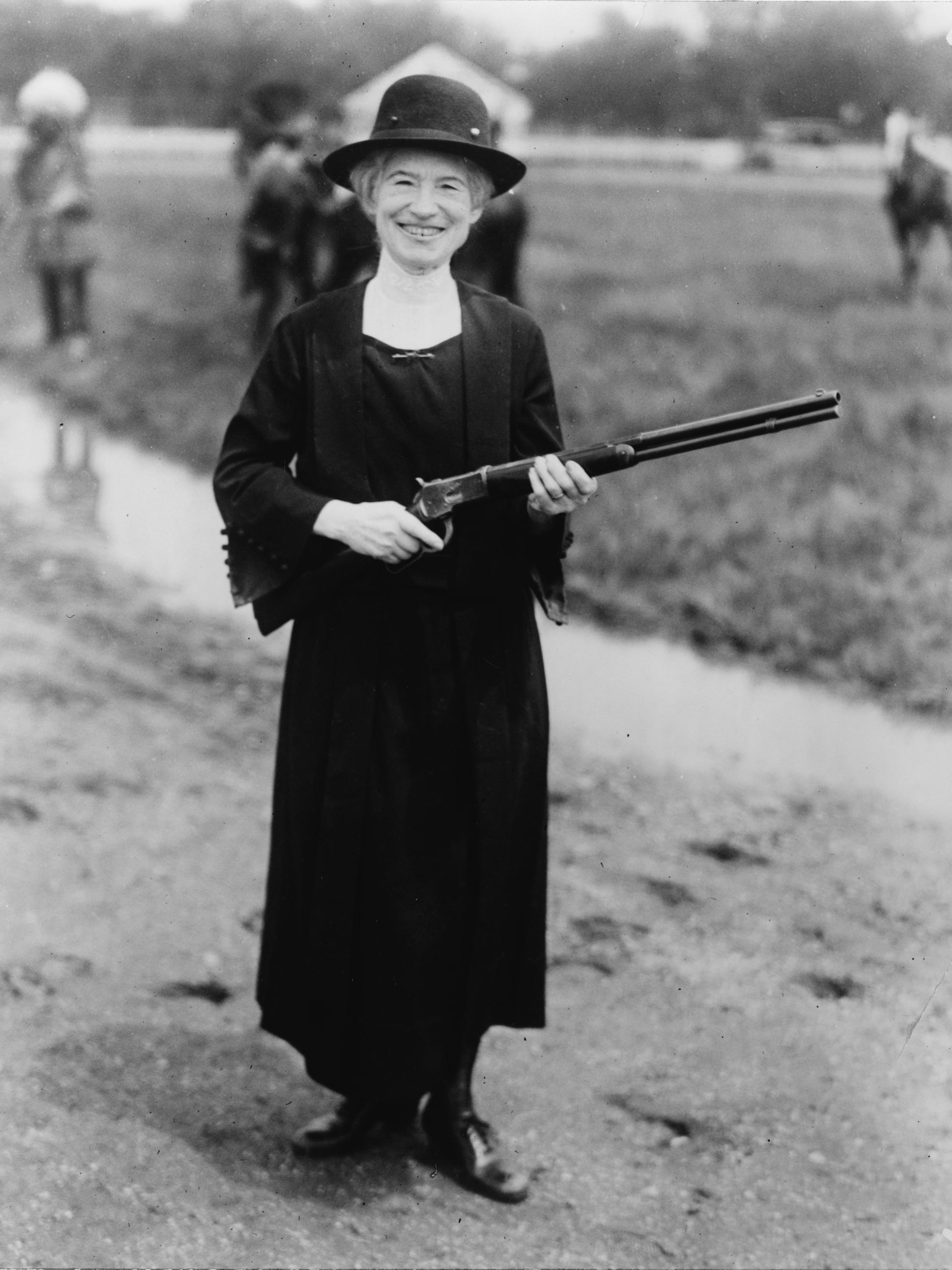
애니 오클리 1922년

1912년 부부는 메릴랜드주 도체스터 카운티의 케임브리지에 방갈로 양식의 벽돌집을 지었다. 애니 오클리 하우스로 불리게 된 이 집은 1966년 미국 국립사적지로 지정되었다. 1917년 부부는 노스캐롤라이나로 이주하였다.
60세를 맞이한 애니 오클리는 자신이 알고 지낸 젊은 여성들의 권리를 위한 운동을 지원하였다. 1922년 노스캐롤라이나의 파인허스트에서 열린 클레이 사격 대회에 62세의 나이로 참가하여 100개의 표적을 맞히어 여전한 사격 솜씨를 선보였다. 같은 해 자동차 사고로 오른쪽 다리를 다쳤고 1924년까지 치료를 받아야 하였다.
1925년 결핍성 빈혈로 급격히 건강히 악화된 애니 오클리는 1926년 11월 3일 66세의 일기로 자신의 고향 오하이오의 그린빌에서 별세하였다. 유구는 화장되어 그린빌 인근의 브록 묘역에 안장되었다. 아내가 죽자 식음을 전폐한 버틀러는 18일 뒤 사망하여 함께 안치되었다. 일설에는 오클리가 죽은 뒤 화장한 유구의 일부가 생전에 그가 받았던 트로피의 안에 담겼다고도 하고, 그 트로피는 다시 버틀러의 관에 담겼다고도 한다.
오클리의 사망 후 그때까지 완성되지 않은 자서전은 희극 배우 프레드 스톤에게 넘겨졌다. 유산은 남겨진 가족과 자선단체에게 돌아갔다.
오클리가 남긴 많은 기념물과 총기, 공연 소품 등은 그린빌의 가스트 박물과과 국립 애니 오클리 센터가 소장하고 있다. 오클리는 클레이 사격 협회 명예의 전당에 올랐으며, 국립 카우걸 박물관 겸 명예의 전당, 국립 여성 명예의 전당, 오하이오 여성 명예의 전당, 뉴저지 명예의 전당 등에도 이름을 올렸다.

## 영향
오클리는 명사수로 이름을 떨치는 동안 특히 버펄로 빌의 쇼를 통해 상당한 돈을 모았다. 그는 경제적으로 부유하게 된 후에도 자신의 뿌리를 잊지 않았고 버틀러와 함께 고아들을 위한 자선 단체에 많은 기부를 하였다. 또한 자신의 영향력을 여성에 대한 지원에 썼다.
오클리는 미국-스페인 전쟁 당시 여성도 전쟁에 참전할 수 있다고 주장하였고 여성의 자존감을 위해 사격을 배워야 한다고 생각하였다. 《최고의 사격: 미국의 여성과 총》을 쓴 로라 브로더는 오클리가 여성의 독립과 교육을 위해 노력하였다고 쓰고 있다.
애니 오클리는 미국 카우걸의 대표적인 상징이 되었다. 강인하고 독립적인 여성이라는 이미지로 오클리는 여성도 기회가 주어진다면 남성과 같은 역량을 발휘할 수 있는 사례로 거론된다.

## 같이 보기
- 벨 스타
- 버펄로 빌
- 라일리언 스미스